# EQUALロマンス
「EQUALロマンス」（イコールロマンス）は、CoCoのデビューシングル。1989年9月6日にポニーキャニオンから発売された。

## 概要
8cmCD（規格品番：S7A-11039）とカセットテープ（規格番号：7P-10040）で発売。
テレビアニメ『らんま1/2』（フジテレビ）の2代目エンディングテーマとして使用された。元々は、フジテレビの1989年の夏のキャンペーンソングとして作られ、乙女塾が出演した、キャンペーンCMで使用されていた。
1989年の『決定! FNS歌謡祭'89グランプリ』（フジテレビ）で特別賞を受賞して歌唱している。
デビュー曲でもあり、コンサートではアンコールでのラストに歌われることが定番であった。解散コンサートの最終公演でも既に卒業していた瀬能あづさも登場して披露された。
レギュラー番組『アイドルオンステージ』（NHK BS2）では、殆どのシングル曲を披露したが表題曲はファイナルコンサートの模様がダイジェスト的に放送された際を除いて歌われることはなかった。
2006年に缶コーヒー・GEORGIAキャンペーン、「ぼくらの80年代アイドルSingle Collection」で付録CDの1つとなっていた。
2020年現在、MEG-CDでオンデマンド販売が行われている（規格品番：S7AH-11039、VODL-38847）。

## 収録曲
（全作詞：及川眠子／編曲：中村哲）
1. EQUALロマンス [04:31]
作曲：山口美央子
2. 乙女のリハーサル [04:15]
作曲：岩田雅之

## カバー
EQUALロマンス
- DoCo（1989年） - 『らんま1/2』の女性声優5名によるカバー。日本語版と英語版が存在する。初出は『らんま1/2』コンピレーションアルバム『らんま1/2 格闘歌かるた』（1989年12月13日発売、その後廉価版として1992年10月21日発売）に収録。
- Prière（2003年） - テレビアニメ『デ・ジ・キャラットにょ』（テレビ大阪・テレビ東京）における初代エンディングテーマ。同じ曲が複数の全く異なるアニメのエンディング曲に採用されたのは極めて異例とされる。
- 福圓美里・釘宮理恵（2009年） - 福圓・釘宮のデュエットとしてアルバム『ロザリオとバンパイア アイドルカバーベスト』に収録。なお、『ロザリオとバンパイア』では1980年代のアイドルシンガーの楽曲カバーが多く歌われている。
- 長嶋はるか（2010年） - 3rdシングル「不思議☆ユナイト」カップリングとして収録。ヒャダインが編曲している。
- ナナブンノニジュウニ（2021年） - リズムゲームアプリ『22/7 音楽の時間』内にてカバー（現在はサービス終了しており視聴不可能）。神木みかみ、河野都、滝川みう、戸田ジュン、丸山あかねが歌唱していた。編曲はDr.Lilcomが務め、オリジナルのCoco版に近いアレンジであった。